# Тосно
Тосно (рус. Тосно; фин. Tusina) град је на северозападу европског дела Руске Федерације. Налази се у северозападном делу Лењинградске области, и административно припада Тосњенском рејону чији је уједно и административни центар.
Према проценама националне статистичке службе за 2015. у граду је живело 39.077 становника. Административни статус града има од 1963. године.

## Географија
Град Тосно смештен је у северном делу Тосњенског рејона, на географском подручју познатом као Приневска низија, на надморској висини центра од 37 m. Кроз град протиче река Тосна, лева притока реке Неве и део басена Финског залива Балтичког мора.
Налази се на око 53 километра југоисточно од историјског центра града Санкт Петербурга.
Град је важно саобраћајно средиште и кроз њега пролази деоница националног аутопута „М10 Росија” који главни град земље Москву повезује са Санкт Петербургом.

## Историја
У писаним изворима насеље се први пут помиње у једном катастарском спису из 1500. године као Тосна Матујево на реци Тосни. Према подацима из истог документа, у насељу су тада живела свега два становника. У периоду од 1617. до 1700. насеље, баш као и цела област је било у саставу Шведске краљевине, а након тога прелази у састав Руске Империје. Одлуком императора Петра Великог 1714. године је основана поштанска станица Тосњенски Јам, а у село су пресељени становници из централних делова земље.
Године 1717. у селу је подигнута прва православна црква посвећена Казањској икони Мајке Божије. Према подацима са мапе Санктпетербуршке губерније из 1884. године, у слободи Тосно постојала су укупно 283 домаћинства, док је према подацима из 1885. године у укупно 363 домаћинства живело 2.048 становника. Прва школа у селу која је деловала под локалном црквом отворена је 1860. године.
Значај насеља као важног саобраћајног центра додатно је порастао након што је 1849. кроз Тосно прошла железничка пруга која је повезивала Петроград са Чудовом, односно даље са Великим Новгородом.
Године 1930. село Тосно је постало административним центром новоуспостављеног Тосњенског рејона, а годину дана касније започели су и радови на електрификацији села. Село је прво 1935. административно преуређено у радничку варошицу, да би му званичан статус града био додељен 1963. године.
Током Другог светског рата Тосно је било под окупацијом снага Вермахта (од 29. августа 1941. до 26. јануара 1944) и том приликом варош је доживела велика разарања и уништене су готово све значајније грађевине у њој.

## Демографија
Према подацима са пописа становништва 2010. у граду је живело 39.101 становник, док је према проценама националне статистичке службе за 2015. град имао 39.077 становника.
| 1939.  | 1959.  | 1970.  | 1979.  | 1989.  | 2002.  | 2010.  | 2015.  |
| ------ | ------ | ------ | ------ | ------ | ------ | ------ | ------ |
| 10.170 | 15.138 | 19.564 | 24.062 | 32.459 | 38.683 | 39.101 | 39.077 |

## Међународна и међуградска сарадња
Град Тосно има потписане уговоре о сарадњи и партнерству са следећим градовима:
- Арск (Татарстан, Русија)
- Обухив (Кијевска област, Украјина)
- Паневежис (Паневешки округ, Литванија — од децембра 2012. године)
- Полоцк (Витепска област, Белорусија)
- Рогачов (Гомељска област, Белорусија)
- Суојарви (Република Карелија, Русија)
- Баланген (Нордланд, Норвешка)